# Кампу Гранди (футбольный клуб)
«Кампу-Гранди» (порт. Campo Grande Atlético Clube) — футбольный клуб из Рио-де-Жанейро, Бразилия. Выступает во втором дивизионе чемпионате штата Рио-де-Жанейро. Символом клуба является петух.

## История
Клуб был основан 13 июня 1940 года. Вышел в серию А чемпионата Бразилии в 1979 году и занял там 34-е место. В 1982 году клуб выиграл свой первый титул — Серебряный кубок, разгромив в финале «ССА Масейо», а игрок «Кампу-Гранди», Луизиньо, стал лучшим бомбардиром соревнования с 10-ю голами. В 1983 году клуб участвовал во второй раз в серии А чемпионата Бразилии, но занял только 24-е место.
В 1990-х в клубе наступил большой финансовый кризис, сопровождавшийся трудностями и в руководстве команды. В 2008 году клуб стал финалистом 3-го дивизиона чемпионата Рио-де-Жанейро и вышел во второй дивизион.

## Титулы
- Чемпион Бразилии в Серии B (1): 1983
- Чемпион Лиги Кариоки во 2 дивизионе (1): 1985